# Hōtō
Hōtō (jap.  ほうとう) – danie kuchni japońskiej. 

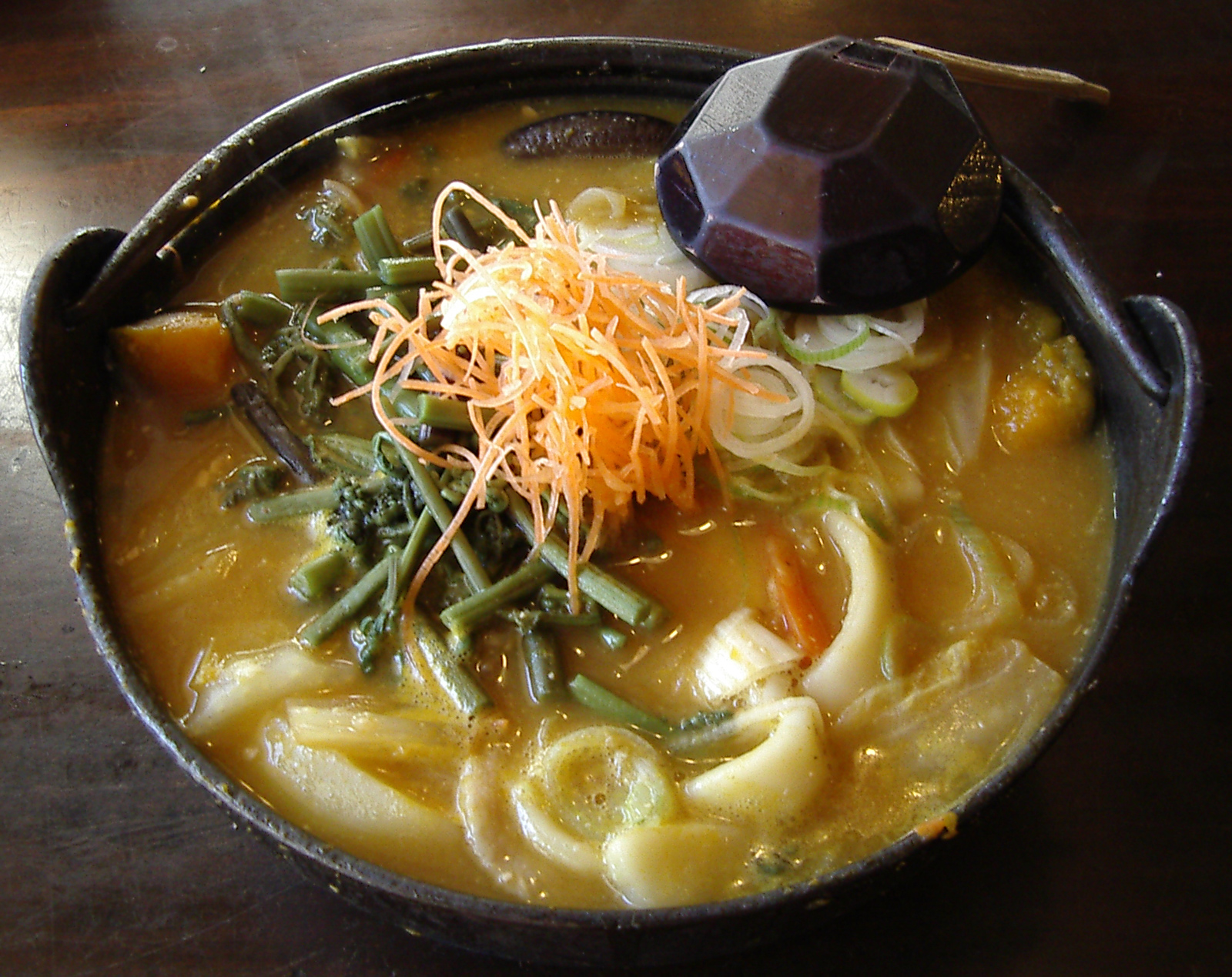
Hōtō

Jest popularnym regionalnym daniem, pochodzącym z prefektury Yamanashi, Japonia. Składa się z płaskiego makaronu udon i warzyw. Choć hōtō jest powszechnie rozpoznawana jako wariant udon, miejscowi nie uznają jej za typowe udon, gdyż ciasto jest przygotowywane, jak na knedliki, a nie na makaron.